# Макаронени изделия
Макаронени изделия е тривиално (общоприето) българско назоваване на специфични тестени изделия – полуфабрикати от тесто.
Българите групират макаронените изделия, според вида, който имат и според традиционните представи те са следните групи, като за тях използват общоприетиоте имена или заемки от имената на оригиналната италианска паста:
- 1) Тестени пръчици
  -  – фиде
  -  – спагетини
  -  – спагети
- 2) Тестени цилиндрични кухи пръчици (тръбички) и серпентинки
  -  – макарони
  -  – серпентини
- 3) Тестени фигурки
  -  – дребни фигурки – охлювчета, буквички и др.
  -  – едри фигурки – мидички, панделки, спирали и др.
- 4) Тестени лентички и листове
  -  – юфка (класическо разбиране, като къси тестени лентички)
  -  – българска домшна юфка (изсушени и/или изпечени кори за баница)
  -  – лазания (или по-правилно - кори,листа за приготвяне на лазания)
- 5) Дребни тестени топченца
  -  – кус-кус

Тук трябва да отбележим, че истинския кус-кус (кускус) не е макаронено изделие, но в България и много европейски страни тази форма е наричана по този начин. В Българя кус-кус се приготвя от грис, а по същество, самите особени сортове на гриса (наричан и семолина) в Израел и персийските страни се наричат „кускус“.
Друга характерна особеност е, че в много случаи, всички макаронени изделия, които представялват някакви фигурки, българите често наричат юфка, дори съществув израз „някакви юфки“, като по-удобно назоваване (вместо тестени макаронени изделия). От това назоваване се изключват само тези, които са пръчици (фиде, спагети, спагетини) и същинските макарони, но не и серпентините, които също се приемат за разновидност на юфка.